# Slalomeuropamästerskapen i kanotsport 2014
Slalomeuropamästerskapen i kanotsport 2014 anordnades den 29 maj-1 juni i Wien, Österrike. 

## Medaljsummering

### Medaljtabell
| Pl.   | Nation         | Guld | Silver | Brons | Totalt |
| ----- | -------------- | ---- | ------ | ----- | ------ |
| 1     | Slovakien      | 3    | 1      | 1     | 5      |
| 2     | Tjeckien       | 2    | 2      | 2     | 6      |
| 3     | Tyskland       | 2    | 1      | 1     | 4      |
| 4     | Frankrike      | 1    | 1      | 2     | 4      |
| 5     | Slovenien      | 1    | 0      | 1     | 2      |
| 6     | Polen          | 0    | 1      | 1     | 2      |
| 6     | Spanien        | 0    | 1      | 1     | 2      |
| 8     | Österrike      | 0    | 1      | 0     | 1      |
| 8     | Storbritannien | 0    | 1      | 0     | 1      |
| Total | Total          | 9    | 9      | 9     | 27     |

### Herrar
| Gren    | Guld | Poäng  | Silver                                                                                                  | Poäng  | Brons                                                                                          | Poäng  |
| C-1     | Alexander Slafkovský (SVK)                                                                                  | 88,49  | Michal Martikán (SVK)                                                                                   | 89,76  | Jan Benzien (GER)                                                                              | 90,05  |
| C-1 lag | Slovenien Benjamin Savšek Anže Berčič Luka Božič                                                            | 98,48  | Tjeckien Lukáš Rohan Vítězslav Gebas Jan Mašek                                                          | 101,18 | Slovakien Michal Martikán Alexander Slafkovský Karol Rozmuš                                    | 102,16 |
| C-2     | Slovakien Ladislav Škantár Peter Škantár                                                                    | 95,20  | Polen Piotr Szczepański Marcin Pochwała                                                                 | 95,41  | Slovenien Luka Božič Sašo Taljat                                                               | 96,93  |
| C-2 lag | Slovakien Pavol Hochschorner & Peter Hochschorner Ladislav Škantár & Peter Škantár Tomáš Kučera & Ján Bátik | 112,39 | Frankrike Nicolas Peschier & Pierre Labarelle Gauthier Klauss & Matthieu Peche Pierre Picco & Hugo Biso | 112,85 | Tjeckien Ondřej Karlovský & Jakub Jáně Tomáš Koplík & Jakub Vrzáň Jonáš Kašpar & Marek Šindler | 115,08 |
| K-1     | Jiří Prskavec (CZE)                                                                                         | 83,94  | Vít Přindiš (CZE)                                                                                       | 84,82  | Samuel Hernanz (ESP)                                                                           | 86,32  |
| K-1 lag | Tyskland Sebastian Schubert Fabian Dörfler Alexander Grimm                                                  | 96,27  | Storbritannien Richard Hounslow Joseph Clarke Thomas Brady                                              | 98,75  | Polen Mateusz Polaczyk Rafał Polaczyk Dariusz Popiela                                          | 98,90  |

### Damer
| Gren                        | Guld                                                            | Poäng  | Silver                                                    | Poäng  | Brons                                                   | Poäng  |
| C-1                         | Caroline Loir (FRA)                                             | 105,21 | Julia Schmid (AUT)                                        | 106,32 | Kateřina Hošková (CZE)                                  | 107,05 |
| C-1 lag (ej officiell gren) | Storbritannien Mallory Franklin Jasmine Royle Eilidh Gibson     | 140,28 | Spanien Núria Vilarrubla Miren Lazkano Klara Olazabal     | 149,56 | Tjeckien Kateřina Hošková Monika Jančová Jana Matulková | 161,67 |
| K-1                         | Ricarda Funk (GER)                                              | 96,11  | Melanie Pfeifer (GER)                                     | 96,37  | Émilie Fer (FRA)                                        | 96,65  |
| K-1 lag                     | Tjeckien Štěpánka Hilgertová Kateřina Kudějová Veronika Vojtová | 108,65 | Spanien Maialen Chourraut Irati Goikoetxea Marta Martínez | 110,17 | Frankrike Carole Bouzidi Nouria Newman Émilie Fer       | 110,36 |